# Rohozec (district de Brno-Campagne)
Pour les articles homonymes, voir Rohozec.
Rohozec (en allemand : Rohosetz) est une commune du district de Brno-Campagne, dans la région de Moravie-du-Sud, en République tchèque. Sa population s'élevait à 232 habitants en 2020.

## Géographie
Rohozec se trouve à 7 km au nord-est de Tišnov, à 24 km au nord-nord-ouest de Brno et à 166 km à l'est-sud-est de Prague.
La commune est limitée par Rašov et Bukovice au nord, par Unín à l'est, par Tišnov au sud et à l'ouest, et par Šerkovice à l'ouest.

## Histoire
La première mention écrite de la localité date de 1240.